# Homerland
Homerland (рус. Гомер среди своих) — первый эпизод двадцать пятого сезона мультсериала «Симпсоны». Выпущен 29 сентября 2013 года в США на телеканале «FOX», а в России выпущен 25 августа 2014 года на телеканале 2х2.

## Сюжет
Гомер, Ленни и Карл отправляются на конференцию работников атомных электростанций. Проходит три дня, однако Ленни и Карл возвращаются без Гомера. Через неделю после собственной пропажи Гомер возвращается к семье. К удивлению всех, он стал вести себя не так, как обычно: не ест мясо, не пьёт пиво, даже Мардж довольна его поведением в постели. Лиза решает провести расследование. Она замечает, что Гомер молится в сторону Мекки на коврике и видит чертежи атомной электростанции. Ей кажется, что Гомер хочет совершить теракт на Спрингфилдской АЭС.
Лиза звонит Энни Кроуфорд, агенту ФБР, и сообщает ей о своих подозрениях. На следующий день Гомер приходит на станцию и устанавливает необычное устройство. Гомер обнаруживает, что Лиза следила за ним, и рассказывает ей правду. Возвращаясь с конференции, Гомер сталкивается с хиппи, которые предложили ему слушать музыку группы «Grateful Dead», а также дали ему «коврик позитивного суждения». А устройство, которое привёз Гомер на станцию, должно, по замыслам последнего, испортить систему кондиционирования, чтобы станция не загрязняла воду и воздух. Неожиданно появляются Кроуфорд с подкреплением, и они окружают Гомера. Лиза, довольная замыслами отца, успевает включить устройство.
Однако ничего не происходит. Мистер Бёрнс говорит, что на станции нет системы кондиционирования. За что его и арестовывают. А у Гомера вновь появляется желание пить пиво благодаря банке пива на маленьком парашюте, которую запустил Мо.
Сюжет эпизода пародирует первые сезоны сериала «Родина» (Homeland).
Во время заключительных титров покадрово показывают, что на вечеринке в честь 25 сезона из сцены на диване появляются другие спрингфилдцы, семьи Гриффинов, Смитов, Белчеров и Кливлендов (которых поначалу не пустили). В конце концов, Гомера парализуют с помощью электрошокера.

## Отношение критиков и публики
Премьеру двадцать пятого сезона просмотрело около 6.37 миллионов человек 18-49 лет, он получил рейтинг 2.9 и стал первым по просматриваемости в традиционный воскресный вечер анимации на «FOX».
Эпизод был оценён телевизионными критиками, в основном, положительно. Например, новый обозреватель «The A.V. Club» Деннис Перкинс дал оценку «B-» со словами: «В этом эпизоде довольно много шуток, особенно в конце. Анонсы, что удивительно, не испортили впечатление от его просмотра. Я жду с нетерпением очередных приятных сюрпризов от нового сезона».